# Montell Griffin
Pour les articles homonymes, voir Griffin.
Montell Griffin est un boxeur américain né le 6 juin 1970 à Chicago, Illinois.

## Carrière
Champion des États-Unis amateur des poids mi-lourds en 1992, il passe professionnel l'année suivante et devient champion d'Amérique du Nord NABF de la catégorie le 11 juillet 1996 après sa victoire aux points face à Matthew Charleston. Invaincu à ce stade de sa carrière en 23 combats, il domine ensuite ses compatriotes James Toney et surtout Roy Jones Jr. en lui infligeant sa première défaite le 21 mars 1997: bien que dominé aux points, Jones est disqualifié au 9e round pour l'avoir frappé à deux reprises alors qu'il avait un genou au sol ; Griffin s'empare alors du titre de champion du monde des poids mi-lourds WBC. Ce succès sera néanmoins de courte durée puisque Jones prend sa revanche le 7 août suivant par KO au 1er round.
Cette défaite marque un tournant dans la carrière de Griffin puisqu'il perd par la suite deux autres championnats du monde contre Dariusz Michalczewski et Antonio Tarver. Il se retire finalement des rings en 2011 sur un bilan de 50 victoires, 8 défaites et 1 match nul.